# Лантоск
Ланто́ск (фр. Lantosque) — коммуна на юго-востоке Франции в регионе Прованс — Альпы — Лазурный берег, департамент Приморские Альпы, округ Ницца, кантон Туррет-Леванс. До марта 2015 года коммуна являлась административным центром одноимённого упразднённого кантона (округ Ницца).
Площадь коммуны — 44,76 км², население — 1224 человека (2006) с тенденцией к росту: 1320 человек (2012), плотность населения — 29,5 чел/км².

## Население
Население коммуны в 2011 году составляло — 1336 человек, а в 2012 году — 1320 человек.
| 1962 | 1968 | 1975 | 1982 | 1990 | 1999 | 2005 | 2006 | 2010 | 2011 | 2012 |
| ---- | ---- | ---- | ---- | ---- | ---- | ---- | ---- | ---- | ---- | ---- |
| 1146 | 1057 | 884  | 772  | 972  | 1019 | 1207 | 1224 | 1343 | 1336 | 1320 |

Динамика численности населения:

## Экономика
В 2010 году из 773 человек трудоспособного возраста (от 15 до 64 лет) 535 были экономически активными, 238 — неактивными (показатель активности 69,2 %, в 1999 году — 64,4 %). Из 535 активных трудоспособных жителей работали 481 человек (274 мужчины и 207 женщин), 54 числились безработными (23 мужчины и 31 женщина). Среди 238 трудоспособных неактивных граждан 45 были учениками либо студентами, 101 — пенсионерами, а ещё 92 — были неактивны в силу других причин.
На протяжении 2010 года в коммуне числилось 471 облагаемое налогом домохозяйство, в котором проживало 1025,5 человек. При этом медиана доходов составила 16 тысяч 383 евро на одного налогоплательщика.